# HD219391
HD219391 — хімічно пекулярна зоря спектрального класу A0, що має видиму зоряну величину в смузі V приблизно  8,7.
Вона  розташована на відстані близько 634,5 світлових років від Сонця.

## Пекулярний хімічний склад
Зоряна атмосфера HD219391 має підвищений вміст 
Cr
.